# Беглое произношение
Беглое произношение (также невнятное произношение или пропуски звуков, слогов или слов) — это явление смешения и пропуска в речи некоторых слогов, практически всегда присутствующее в речи носителей естественных языков (и недопустимое в некоторых искусственных языках, где требуется чёткое произношение, напр. логлан, ложбан).
Некоторые сокращённые формы слов и фраз могут различаться при беглом произношении, однако фраза с сокращениями не является стяжением. Так в английском языке, где стяжения весьма распространены, они рассматриваются как полноправная часть языка и используются повсеместно (за исключением официальных документов и законодательства). Тем не менее стяжения в словарях отмечаются как неформальные элементы. Это влияет на орфографию: стяжения являются словарными элементами, тогда как беглое произношение не кодифицировано, за исключением отдельных диалектов.

## Английский язык
В данном разделе приведены данные для американского варианта английского языка. Где это возможно, приведено неофициальное диалектное написание.

### Of,have,to
| - could have: [ˈkʊɾə], «coulda» - must have: [ˈmʌstə], «musta» - should have: [ˈʃʊɾə], «shoulda» - would have: [ˈwʊɾə], «woulda» - it would / it would have: [ˈɪɾə], «itta» | - a lot of: [əˈlɑɾə], «a lotta» - kind of: [ˈkaɪɾə], «kinda» - out of: [ˈaʊɾə], «outta» - sort of: [ˈsɔɹɾə], «sorta» | - going to +[verb]: [ˈgʌnə], «gonna» - have (got) to: [ˈgɑɾə], «gotta» - want to: [ˈwʌnə], «wanna» |

### You
«You» в результате элизии обычно сокращается до [jə]. В зависимости от предшествующего согласного это дает звуки: /t/ + /jə/ = [tʃə]; /d/ + /jə/ = [dʒə].
- did you: [ˈdɪdʒə], «didja»
- don’t you: [ˈdoʊntʃə], «doncha»
- got you: [ˈgɑtʃə], «gotcha»
- get you / get your: [ˈgɛtʃə], «getcha»
- would you: [ˈwʊdʒə], «wouldja»

### Прочее
- give me: [ˈgɪmi], «gimme»
- is he: [ˈɪzi], «izee»
- am not, is not, don’t, haven’t etc.:, «aint»
- is it: [zɪt], «zit»
- let me: [ˈlɛmi], «lemme»
- tell me: [ˈtɛmi], «temme»
- don’t know: [dəˈnoʊ], «dunno»
- probably: [ˈpɹɑli], «prolly»
- what is that: [ˌwʌˈsæt], «wussat»
- what is up: [wəˈsʌp], «wassup»
- what is up: [sʌp], «sup»
- what do you / what are you: [ˈwʌtʃə], «whatcha»
- what do you / what are you: [ˈwʌɾəjə], «whaddaya»
- you all: [jɑl], «y’all»
- what’s the matter? «whuzzamattuh»
- forget about it: «fuhgettaboutit»
- you know what i'm saying: «nahmsaying»
- you know what i mean: «nah mean»
- you know what i'm talking about: «nomtombout»

## Голландский язык
- kweenie = Ik weet het niet («Я не знаю»)
- der = de hare («её»)
- ie = hij («он»), часто используется в конструкция вида dattie = dat hij («что он»)
- amme = aan mijn («для меня/мне»), например ammezolen = aan mijn zolen («не в твоей жизни»)

Часто, особенно во фламандском диалекте, -t в конце слова опускается:
- nie = niet
- da = dat. Например, kweet da nie = Ik weet dat niet («Я этого не знаю»)

## Русский язык
Одним из наиболее заметных слов, подверженным существенным изменениям при беглом произношении, является приветствие «здравствуйте» ([ˈzdra.stvuj.tʲɪ]), которое повсеместно сокращается до «здрасте» [ˈzdra.sʲtʲɪ] или даже «драсте» [ˈdra.sʲtʲɪ]. Некоторые распространенные примеры:

| - приве́т [pɾʲɪ.ˈvʲet] → прет [pɾʲet] - спаси́бо → спаси́б, паси́бо, паси́б - Го́споди → о́спади - тебе́ → тиэ́ → те - тебя́ → тиа → тя - меня́ [mʲɪ.ˈnʲæ] → мя [mʲæ] - пятьдеся́т → пиися́т → пися́т, пся́т - шестьдеся́т → шиися́т → шися́т, шся́т - се́мьдесят → се́м-есят → се́мсят - во́семьдесят → во́сем-есят → во́семсят - ты́сяча [ˈtɨsʲɪʨa] → ты́с-ча → ты́ща [ˈtɨɕə] - сейча́с [sʲɪj.ˈʨas] → сича́с [sʲɪ.'ʨas] → щас [ɕːas] → ща [ɕːa] - сего́дня [sʲɪ.ˈvodʲnʲə] → се-о́дня → сёдня [sʲɵdʲnʲə] - чего́ [ʨɪ.ˈvo] → че-о́ → чё [ʨɵ] - когда́ [kɐ.ˈgda] → када́ [kɐ.ˈda] - тогда́ [tɐ.ˈgda] → тада́ [tɐ.ˈda] - ско́лько → ско́ка [ˈskokə] - сто́лько → сто́ка [ˈstokə] - то́лько → то́ка [ˈtokə] - подожди [pədɐˈʐdʲi] → подожи (с мягкой ж, [pədɐˈʑi]) - кто это, что это → кто́йта, што́йта - может быть → может → мошт → мош | - не́сколько → не́скоко → не́ска [ˈnʲeskə] - кое-кого́ → кой-кого́ - кое-кому́ → кой-кому́ - что́-нибудь → что́-нить → чо́-нить → чо́ньть - ви́дишь → ви́-ишь → вишь - слы́шишь → слышь, сышь - бу́дешь → бу́ишь → бушь - хо́чешь → хошь - мо́жешь → мошь - ка́жется → ка́-ится → ка́ца - говори́т [gə.va.ˈɾʲit] → грит ['gɾʲit] → [gət] - держи́ → де-жи́ → джи - смотри́ → смари́ → сари́ - по́нял → по́-ял → по́ил - челове́к → че-о-е́к → чее́к → че́к - де́вушка → де́-ушка → де́шка - това́рищ → то-а́рищ → тарьщ→ тащ - Мари́я Ива́новна → Мари́- Ива́но-на → Марива́нна→ Марьва́нна - Па́вел Дми́триевич → Па́-ел -Ми́три-ич → Палми́трич - Алекса́ндр Александрович → Сан Са́ныч - нравится → нра-ится → нра́ица - Разрешите идти товарищ старший лейтенант? → Шить ти тащ сташнант? |

## Французский язык
Общим для беглого произношения является сокращение tu as (ты имеешь/у тебя есть) до t’as (также перед глаголами, начинающимися с гласной, например tu achètes → t’achètes, tu habites → t’habites), а также je suis (я есть…) до chuis, je (ne) sais pas (я не знаю) до chais pas. Часто сокращению подвергаются служебные слова (союзы или предлоги), например: Tu veux d' café? (нормативное Tu veux du café?), Tu l' connais? (Tu le connais?), Il faut qu' j' le prenne (Il faut que je le prenne). Более того, отрицание ne или n' часто вообще не употребляется в неформальном диалоге. Выражение «Qu’est-ce que…» редко используется в беглой речи для образования вопросительного предложения, оно сокращается до:
- «Qu’est-ce que tu veux ?» превращается в «Quess tu veux?»
- «Qu’est-ce que tu as dit?» превращается в «Quess t’as dit?»

Часто в беглой речи сокращается сочетание -re на конце слова, если оно предшествует согласному: Quatre-vingts [kat'vɛ̃] вместо [kat.ʁə'vɛ̃], notre famille [nɔt.fa'mij] вместо [nɔt.ʁə.fa'mij].

## Испанский язык
Наиболее значимый пример — Чилийский вариант испанского языка.
Формы глагола estar («быть») часто сокращаются на первый слог (как если бы существовал глагол *tar).
- Acá está. → Acá ta. («Это здесь», шуточный тон или детская речь)

Предлог para («для», «для достижения чего-то») может быть сокращен до pa' (воспринимается как безграмотная речь во многих диалектах):
- Pa' servirle. (досл. «Чтобы служить вам», то есть «К вашим услугам».)
- No es pa' cualquiera. («Это не для всех.»)

Звук d в завершающим -ado в причастиях прошедшего времени обычно произносится смягченно и при беглом произношении может исчезать: Estoy cansado («Я устал») произносится как Toy cansao. Произношение подобным образом завершающего -ido, то есть *Toy perdío («Я потерян») считается безграмотным. Это может приводить к гиперкоррекции типа *bacalado вместо bacalao («треска», «обман»).
Предлог de («of» в английском языке, переводится родительным падежом на русский язык) также часто сокращается до e, если ему предшествует гласный.
Очень распространенная конструкция voy a + инфинитив («Я собираюсь сейчас сделать…»), описывающее будущее время, наступающее вскоре после момента речи, во многих диалектах сокращается. Некоторые произносят vua /bwa/, другие via /bja/. Это весьма распространено, но также расценивается как безграмотность.
В некоторых диалектах (например, в андалузском) опускается s в конце слов. Поскольку это является важным окончанием множественного числа, оно заменяется гласным.
Стяжения:
para + el = pal
para + la = pala
para + los = palos
para + las = palas
para + donde = padonde
para + allá = payá o pacá
А также общее стяжение pa’que из para que.

## Португальский язык
Примеры:
tá = está ([он/она/оно] есть)
'vambora = vamos embora (пошли!, начали! и.т.п.)
'bora = vamos embora (то же)
pra, pa = para (для)
cê = você (ты)
home = homem (человек)
vô = vou (я буду)
portuga, tuga = português (общее обозначение для португальцев и языка)
para + o = pro -дальнейшее стяжение-> po
para + a = pra -> pa
para + os = pros -> pos
para + as = pras -> pas
В некоторых диалектах que (то, это) сокращается до «q»:
que + a = q’a
que + o = q’o
que + ela = q’ela (это она)
que + ele = q’ele (это он)
que + é = q'é (это есть)
que + foi = q’foi (это было)

## Японский язык
В беглом произношении японского языка существуют опускание гласных и мутации согласных. Несмотря на то, что эти явления происходят после определенных сочетаний звуков в известных словах (обычно после слогов ку или цу, как в 学校 гакко: «школа» — 学 гаку + 校 ко: — или 出発 сюппацу «отправление» — 出 сюцу + 発 хацу), в беглой речи эти изменения могут возникать также в других словах, например суйдзоккан из суйдзокукан 水族館 «аквариум».
Также слоги ра, ри, ру, рэ и ро иногда превращаются в мору н когда они находятся перед слогом, начинающимся на н или д, и исчезающие перед слоговым н. Это может происходить как внутри слова, так и на границах слов. Например, 分かんない ваканнай «не знаю» из 分からない вакаранай «я не знаю»; или もう来てんだよ мо: китэ н да ё «они уже здесь!» из もう来ているんだよ мо: китэ иру н да ё.

## Казахский язык
В беглом произношении суффиксы и окончания могут «проглатываться», при этом соседние слова могут сливаться без различимой паузы. Например:
- Қай жақтан келе жатырсың? → Қа`хтан к`ятсың? (Откуда (букв. — с какой стороны) идешь?)
- Сәлеметсіз бе! (Саламатсыз ба?) → Сәсс! (Здравствуйте!)
- Бері келші! → Бергеш! (Иди-ка сюда!)
- Ассалаумағалейкум, аға! → Саумаукум-яа! (Здравствуйте, дядя!)

Такая речь в целом характерна для неофициальной обстановки, в диалогах между знакомыми людьми, а также среди молодежи. Внятное произношение всех звуков может восприниматься, как излишне официальный, «книжный» или «телевизионный» смысл. 